# Kosteletzkya wetarensis
Kosteletzkya wetarensis är en malvaväxtart som beskrevs av Van Borss. Waalk.. Kosteletzkya wetarensis ingår i släktet Kosteletzkya och familjen malvaväxter. Inga underarter finns listade i Catalogue of Life.